# Övedsklosters naturreservat
Övedsklosters naturreservat är ett naturreservat i Sjöbo kommun i Skåne län.
Området är naturskyddat sedan 2022 och är 53 hektar stort. Reservatet ligger vid Vombsjöns nordöstra strand och består av ädellövskogar av ek- och bokskog. Det finns också tallskog och översvämmad så kallad svämlövskog.
Inom reservatet växer bland annat lundviva som har sina få naturliga svenska förekomster huvudsakligen i Öveds socken.